# Diga di Tokuyama
La diga di Tokuyama (徳山ダム?, Tokuyama damu) è una diga in materiali sciolti vicino ad Ibigawa, distretto di Ibi, prefettura di Gifu, in Giappone. La diga fu completata nel 2008 e alimenta una centrale idroelettrica da 163,9 MW con due turbine, la prima da 24,3 MW entrata in funzione nel 2014, e la seconda da 139 MW entrata in funzione nel 2016.
Era destinata originariamente a trattenere il bacino superiore di una centrale elettrica con impianti ad accumulazione, fino a un cambio di progetto nel 2004. Attualmente è destinata anche al controllo delle piene e all'approvvigionamento idrico.
È la più grande diga del Giappone per volume strutturale e trattiene il più grande bacino, sempre per volume.

## Storia
Nel dicembre 1957, la Electric Power Development Company (J-Power) selezionò il fiume Ibi per uno studio durante il 23º Incontro di coordinamento per lo sviluppo dell'energia elettrica (Electric Power Development Coordinating Meeting). Verso maggio 1976, il Ministero delle costruzioni pubblicò il suo bollettino "Politica sul progetto di costruzione della diga di Tokuyama". Nel dicembre 1982, il progetto fu incorporato nel Piano di base per lo sviluppo dell'energia elettrica, e fu infine approvato dal governo nel 1998. Il progetto originale era un piano idroelettrico con impianti di accumulazione che comprendeva la diga di Tokuyama come bacino superiore, la diga di Sugihara come bacino inferiore e la centrale elettrica di Sugihara da 400 MW.
La costruzione della diga iniziò nel maggio 2000, ma entro maggio 2004 la J-Power e la Chubu Electric annunciarono di aver cambiato lo schema del progetto a causa delle preoccupazioni e delle proteste degli abitanti locali e dei gruppi. Invece del piano idroelettrico con impianti ad accumulazione, soltanto la diga di Tokuyama sarebbe stata costruita con una centrale elettrica convenzionale da 153 MW. Successivamente, la diga di Sugihara e la centrale elettrica di Sughihara furono cancellate dal progetto. Durante la costruzione fu realizzato a monte il ponte di Tokunoyama Hattoku, lungo 503 m. Con tecniche e attrezzature migliorate, il riempimento della diga fu posizionato a un ritmo di 6.200.000 m3 all'anno, consentendo alla diga di essere costruita in 26 mesi. Anche sedimenti provenienti dal bacino della diga di Yokoyama furono usati come riempimento. Nel settembre 2006 cominciò il riempimento del bacino dietro la diga di Tokuyama e, per il giugno 2008, la diga era completa. Il riempimento fu ultimato a settembre. Nell'ottobre dello stesso anno, la J-Power passò la supervisione della costruzione della centrale elettrica alla Chubu. Il primo generatore, l'Unità 1, fu messa in funzione il 15 maggio 2014, mentre l'Unità 2 entrò in funzione il 24 marzo 2016.

## Progetto
La diga di Tokuyama è una diga di materiali sciolti a scogliera, lunga 427,1 m e alta 161 m, con un nucleo in argilla. Il volume strutturale totale della diga è di 1.370.000 m3. La diga crea un bacino con una capacità di 660 milioni di m3, una superficie di 1.300 ha e un bacino irrigato di 254,5 km2. Come già ricordato, la diga alimenta due generatori elettrici con turbine Francis: la prima, con una capacità di 139 MW, è localizzata in una centrale elettrica sotterranea a valle; la seconda è un generatore operativo da 24,9 MW ed è localizzata alla base della diga. La capacità complessiva installata di entrambe è di 163,9 MW. La centrale elettrica trasforma un massimo di 4.200 m3/s di acqua per la produzione di energia.